# جين أوتري
أورفون جين أوتري (29 سبتمبر 1907 – 2 أكتوبر 1998)، معروف أكثر باسم جين أوتري، كان مغنيا أمريكيا اكتسب لقب راعي البقر المغني "The Singing Cowboy" ظهر كمغني على الراديو وفي الأفلام وعلى التلفزيون لأكثر من ثلاثة عقود تبدأ في الثلاثينات. أوتري كان أيضا مالك فريق لوس أنجليس أنجلز أوف ماناهايم الذي يلعب في الدوري الرئيسي للبيسبول وذلك من عام 1961 إلى 1997، بالإضافة إلى محطة تلفزيون وعدة محطات إذاعة في جنوب كاليفورنيا.
بالرغم من أن الأغنية المعرفة به كانت «العودة للسرج مجددا» (بالإنجليزية: Back in the Saddle Again)‏، أفضل أغاني أوتري المعروفة هي التي غناها عن عيد الميلاد، «يها قد أتى بابا نويل» (بالإنجليزية: Here Comes Santa Claus)‏ (التي كتبها)، «فروستي الرجل الثلجي»، وأنجح أغانيه «رودولف، الرنة ذات الأنف الأحمر» (بالإنجليزية: Rudolph the Red-Nosed Reindeer)‏.
هو عضو في قاعات الشرف لموسيقى الريف وناشفيل لكتاب الأغاني، والمشهور الوحيد الذي عنده خمسة نجوم على ممشى المشاهير في هوليوود.

## سيرة ذاتية
أوتري هو حفيد واعظ ميثودي، كان قد ولد قرب تيوغا، تكساس. وأبواه ديلبرت أوتري وإلنورا أوزمنت انتقلا إلى رافيا، أوكلاهوما في العشرينات. وبعد تركه للمدرسة الثاننوية في عام 1925, عمل أوتري كعامل تلغراف لسكة الحديد سانت لويس – سان فرانسيسكو.
كانت موهبته بعزف الإيثار وصوته قد قاداه إلى أن يؤدي في مهرجانات الرقص المحلية.

### بدايات مهنته
بينما عمل أوتري كعامل تلغراف، كان يغني ويعزف على الإيتار ليقضي الساعات الوحيدة في العمل، خصوصا عندما تكون لديه نوبة في منتصف الليل. وفي إحدى الليالى حصل على التشجيع ليغنى بشكل محترف من زبون، وكان الفكاهي المشهور ويل روجرز الذي سمع غناء أوتري.
حالما تمكن أن يجمع المال للسفر ذهب إلى نيويورك. وقام بتجرربة أداء لفيكتور توكينغ ماشين، في الوقت (نهاية 1928) عندما أصبح اسمها آر سي أيه فيكتور. ووفقا لناثانايل شيلكريت  الذي كان مدير الموسيقى الخفيفة لفيكتور في ذلك الوقت، فقد طلب أوتري التحدث مع شيلكريت عندما عرف أوتري بأنه قد رُفض. فوضّح شيلكريت لأوتري بأنه لم يرفض بسبب صوته، لكن لأن فيكتور فقط وقعت عقودا مع مغنين مماثلين. تركهم أوتري مع رسالة بها نصيحة من شيلكريت أوصته بأن يغني على الراديو فيكتسب الخبرة ويرجع بعدها في نحو سنة أو اثنتين. في عام 1928 كان أوتري يغني على محطة إذاعة تولسا كي في أو أو حيث كان«راعي بقر مغني اليودل من أوكلاهوما،» وتظهر أرشيفات فيكتور  في 9 أكتوبر 1929 فقرة تقول بأن الثنائي الصوتي جيمي لونغ وجين أوتري بقيثارتين هاوايتين، وبإخراج إل. إل. واتسون، سجلا أغنية «حلمي عنك» My Dreaming of You (مصفوفة 56761) و«ماي ألاباما» My Alabama (مصفوفة 56762).
وقع أوتري عقد تسجيل مع تسجيلات كولومبيا في عام 1929. عمل في شيكاغو في محطة دبليو إل إس أيه إم الإذاعية وذلك في برنامج رقص الحظيرة إذاعي الوطني لأربع سنوات، حيث قابل المغني وكاتب الأغاني سمايلي برنيت. وفي بدايات مهنته غنى أوتري أنواع غنائية مختلفة، ومنها أغنية عمل، «موت الأم جونز» في 1931.
سجل أوتري من أغاني الريف أيضا في أعوام 1930 1931 في مدينة نيويورك، وكانت هذه التسجيلات مختلفة جدا في أساليبها ومحتواها عن تسجيلاته التالية. هذه كانت أقرب كثيرا إلى أسلوب برايري رامبرلز أو ديك جاستيس، ومنها «دو رايت دادي بلوز»"Do Right Daddy Blues" و«بلاك بوتوم بلوز» Black Bottom Blues، وكلاهما مشابهة لأغنية «ديب إيليم بلوز» Deep Elem Blues. أغاني عصر منع الكحول اللاحقة هذه تتعامل مع تهريب الكحول، والشرطة الفاسدة، والنساء التي يعملن بأعمال مشينة. هذه التسجيلات عموما ليست مسموعة اليوم، لكن متوفرة على تسجيلات مستوردة من أوروبا، مثل تسجيلات جي إس بي.
أول أغانيه التي حققت نجاحا كانت في عام 1932 وهي «أبي ذو الشعر الفضي» That Silver-Haired Daddy Of Mine, في ثنائي مع زميله من سكة الحديد، جيمي لونغ. غنى أوتري أغنية راي ويتلي الكلاسيكية أيضا «العودة للسرج مجددا» بالإضافة إلى العديد من أغاني عيد الميلاد ومنها «بابا نويل سيأتي للمدينة» وهي من تأليفه، «ها هو بابا نويل آت»، «فروستي الرجل الثلجي»، وأغنيته الأنجح، «رودولف، الرنة ذات الأنف الأحمر».
امتلك أوتري تسجيلات تشالنج أيضا. وكانت أنجح تسجيلاتها تيكيلا "Tequila" من فريق ذا تشامبس في عام 1958، والتي هوس موسيقى الروك أند رول المعزوفة في أواخر الخمسينات وأوائل الستينات.
سجل أوتري 640 أغنية، منها أكثر من 300 أغنية كتبها أو شارك في كتابتها. باعت تسجيلاته أكثر من 100 مليون نسخة وهو عنده أكثر من دزينة تسجيلات ذهبية وبلاتينية، صدق منها الأول أغنية صنفت بأنها ذهبية.

### الأفلام والخدمة العسكرية
بعد أن اكتشف من قبل منتج الأفلام نات ليفاين في 1934, ظهر أوتري وبرنيت لأول مرة في فيلم لشركة أفلام ماسكوت. في فيلم في سانتا في القديمة كجزء من رباعي من رعاة البقر المغنين؛ ثم أعطى دور بطولة من قبل ليفاين عام 1935 في سلسلة الأفلام ذات الإثنا عشر جزءا والمدعوة إمبراطورية الشبح. بعد ذلك بقليل، كانت شركة ماسكوت قد دخلت في شركة أفلام ريبوبليك المشكلة حديثا، وأوتري مضى ليمثل 44 فيلما حتى إلى عام 1940، كلها من أفلام الغرب منخفضة الميزانية التي فيها لعب أدوارا باسمه، ويركب حصانه تشامبيون، كان برنيت مساعده الدائم، وكان عنده الفرصة للغناء في كل فيلم. وأصبح أشهر نجوم الغرب في شباك التذاكر بحلول الـعام 1937، ووصل قمته شعبيته على طول البلاد من عام 1940 إلى 1942. وبرنامجه جين أوتري فلاينغ أيه رانش روديو ظهرلأول مرة في عام 1940.
كان أوتري أول رعاة البقر المغنين، وخلفه روي روجرز كالنجم الأعلى عندما عمل أوتري كطيار لطائرة سي -47 سكايتراين في القوات الجوية الأمريكية، برتبة ضابط طيران في قيادة النقل الجوي أثناء الحرب العالمية الثانية وكان يطير في مهمات خطرة على الهيملايا في منطقة تلقب باسم الحدبة بين بورما والصين.
عاد أوتري سريعا إلى الوطن بعد الحرب للإنهاء من عقده، الذي كان قد علق لمدة خدمته العسكرية وحاول أن يعلن أنه فارغ بعد تسريحه. وظهر في عام 1951 في فيلم التكساسيون لا يبكون أبدا، مع دور للممثلة الجديدة ماري كاسل. فيما بعد، شكل شركة إنتاجه الخاصة لجعل أفلام الغرب تحت سيطرته، التي وزعتها شركة أفلام كولومبيا، بداية من العام 1947.

### الراديو والتلفزيون
من 1940 إلى 1956, أوتري حقق أوتري نجاحا كبيرا مع عرض أسبوعي على راديو سي بي إس هو جين أوتريز ميلودي رانش. وحصانه تشامبيون كان عنده أيضا مسلسل على تلفزيون سي بي إس وعلى الإذاعة، وهو مغامرات تشامبيون. وكون أوتري ميثاق راعي البقر، أو وصايا رعاة البقر، ردا على مستمعيه في الإذاعة من الشباب الذين يتطلعون لمحاكاته. وبموجب هذا الميثاق، فيجب على راعي البقر أن:
1. لا يطلق النار أولا أبدا، أو يضرب رجلا أصغر حجما، أو يتقدم بشكل غير عادل.
2. لا يتراجع أبدا عن كلمته، أو عن ثقة عهدت فيه.
3. يقول الحق دائما.
4. يكون لطيفا مع الأطفال والمسنين والحيوانات.
5. لا يدعو أو تكون عنده أفكارا غير متسامحة عرقيا أو دينيا.
6. مساعدة الناس في الخطر.
7. يكون عاملا جيدا.
8. يبقي نفسه نظيفا في الأفكار والكلام والأفعال والعادات الشخصية.
9. يحترم النساء وأبويه وقوانين أمته.
10. يكون وطنيا.

بداية من عام 1950، أنتج ومثل في برنامجه التلفزيوني الخاص على سي بي إس، وظهر عدة مرات على برنامج تلفزيون أي بي سي جوبيلي يو إس أيه في أواخر الخمسينات.

### التقاعد
تقاعد أوتري من صناعة الترفيه في عام 1964، بعد أن مثل وأشرف تقريبا على نحو 100 فيلم حتى العام 1955، بالإضافة إلى أكثر من 600 أغنية مسجلة. ودخل قاعة الشرف لموسيقى الريف في عام 1969، وكذلك دخل قاعة الشرف لكتاب الأغاني في ناشفيل في عام 1970. وبعد تقاعده، استثمر أمواله على نحو واسع في سوق العقارات، والراديو، والتلفزيون، ومن ذلك شراؤه لحقوق الأقلام التي مثلها مع شركة أفلام ريبوبليك التي كانت تحتضر.
في عام 1952, اشترى أوتري مزرعة مونوغرام القديمة في وادي بلاسيريتا (نيوهول، سانتا كلاريتا، كاليفورنيا) وبدل اسمها إلى مزرعة النغم Melody Ranch. العديد من أفلام الغرب منخفضة التكلفة والبرامج التلفزيونية صورت هناك أثناء ملكية أوتري لها، ومنها السنوات الأولى لمسلسل عن سموك مع جيمس أرنيس. احترقت مزرعة النغم في عام 1962، فأحبطت خطط أوتري لتحويلها إلى متحف. وطبقا لقصة منشورة من قبل أوتري، فالنار جعلته يحول انتباهه إلى متنزه جريفيث، حيث بنى متحف التراث الغربي (الآن معروف باسم مركز أوتري الوطني). رجعت مزرعة النغم إلى الحياة بعد 1991، عندما اشترتها عائلة فيلوزات وأعادت بناءها. وقد بقيت للآن كموقع تصوير سينمائي ومثلها بيت مهرجان رعاة البقر السنوي في سانتا كلاريتا، حيث أصبح تراث أوتري محط الاهتمام دائما.

### مالك فريق البيسبول
في الخمسينات، أوتري كان مالكا لفريق نجوم هوليوود في دوري البيسبول الثانوي. وفي عام 1960، عندما أعلن الدوري الرئيسي للبيسبول عن خطط لإضافة فريق موسع في لوس أنجليس، وأوتري - الذي رفض مرة فرصة للعب في فرق الدوري الثانوية، - أبدى اهتماما في اكتساب حقوق الإرسال الإذاعي لألعاب الفريق. لذا كان مدراء البيسبول التنفيذيون معجبين بنظرته حتى أنه قد أقنعهم بأن يصبح مالك الوكالة بدلا من شريكها المذاع ببساطة. دعي الفريق ملائكة لوس أنجليس عند ظهوره لأول مرة 1961، انتقل إلى ليسكن في ضاحية أنهايم، كاليفورنيا|أناهايم في عام 1966، وأعيدت تسميته ثانية ملائكة كاليفورنيا، ثم ملائكة أناهايم من 1997 حتى 2005، عندما أصبح اسمه ملائكة لوس أنجليس من أناهايم. عمل أوتري كنائب رئيس الاتحاد الأمريكي للبيسبول من عام 1983 حتى موته. في عام 1995 باع ربع أسهم الفريق إلى شركة والت ديزني، ووكذلك حصة مسيطرة في السنة التالية، وتم تحويل الحصة الباقية بعد موته. في وقت سابق، في عام 1982، باع محطة تلفزيون لوس أنجليس كي تي إل أي بمبلغ 245$ مليون. باع عدة محطات إذاعة امتلكها أيضا، ومنها كي إس إف أو في سان فرانسيسكو، كي إم بي سي في لوس أنجليس، كي أو جي أو في سان دييغو، ومحطات أخرى في شبكة غولدن ويست الإذاعية.
العدد 26 (كما في الرجل السادس والعشرون) تركه فريق الملائكة على شرف أوتري. عكس العدد المختار بأن قوائم أسماء في الفريق تحوي 25 رجلا قوبا ودعم أوتري غير المحدود لفريقه جعله العضو السادس والعشرين.

### وفاته
دخل لسنوات عديدة في قائمة مجلة فوربس بين أغنى 400 أمريكي، وكانت ثروته في عام 1995 بصافي مقدر يبلغ 320$ مليون. مات جين أوتري من ورم الغدد اللمفاوية، وكانم ذلك بعد 3 أيام من عيد ميلاده الحادي والتسعين في بيته في ستوديو سيتي، كاليفورنيا ودفن في فورست لون في مقبرة هوليود هيلز في لوس أنجليس، كاليفورنيا. موته كان في 2 أكتوبر 1998 وجاء بعد أقل من ثلاثة شهور بعد موت راعي البقر المشهور الآخر على الشاشة الفضية والراديو والتلفزيون، روي روجرز.

## حياته شخصية
في عام 1932 تزوج إينا ماي سبايفي (التي ماتت في عام 1980)، التي كانت ابنة أخت جيمي لونغ. وفي عام 1981 تزوج جاكلين إيلام، التي كانت مصرفية تعمل عنده. ولم ينجب أطفالا من أي زواج.

## تراثه
1972، أدخل إلى صالة الشرف لمغني أغاني الغرب ومتحف التراث الغربي الوطني في أوكلاهوما سيتي، أوكلاهوما. أوتري كان عضو مدى الحياة في نظام الأيائل للاحسان والحماية، في محفل بربانك 1497. في سيرته الذاتية 1976، والتي شارك في كتابتها ميكي هيرسكوفيتز، وكان عنوانها العودة للسرج محددا على أغنيته الشهيرة عام 1939. وقد بقي حضوره ماثلا أيضا سنة بعد أخرى على الراديو و«موسيقى مراكز التسوق» في موسم الاعتياد بأغنيتهه «رودولف، الرنة ذات الأنف الأحمر.» أصبحت الأغنية في المرتبة الأولى على قوائم أغاني الريف وكذلك البوب في الخمسينات. وصنفه تلفزيون موسيقى الغرب سي إم تي في عام 2003 في المرتبة #38 بين من صنفتهم المحطة كأعظم أربعين رجلا في الموسيقى الريفية.
عندما ربح فريق ملائكة أناهايم ألعاب ورلد سيريز للبيسبول للمرة الأولى في عام 2002، معظم البطولة أهديت لذكراه. وتقاطع طريق سريع رقم 5 في كاليفورنيا وطريق كاليفورنيا الرئيسي 134 والذي يقع قرب مركز أوتري الوطني في لوس أنجلس، حدد ليكون موقعا ليكون تقاطع جين أوتري التذكاري. وفي عام 2007، أصبح عضوا في رصيف المشاهير لتسجيلات جينيت في ريتشموند، إنديانا.
سجل جوني كاش أغنية في عام 1978 حول أوتري اسمها «من هو جين أوتري؟.» حصل كاش أيضا على توقيع أوتري على غيتاره الأسود المشهور من نوع مارتن دي -35، والتوقيع يمكن أن يظهر بشكل واضح جدا في الفيديو كليب «هرت.» عضو إن دبليو أيه إيزي إي ذكر أوتري في أغنيته «نريد إيزي» من الألبوم إيزي داز إت في عام 1988.
أدخل أوتري إلى صالة المشاهير الإذاعية في 2003. في 2004، انضمت شركة ستارز للترفيه إلى عقارات أوتري لإعادة كل أفلامه، والتي تظهر على قناة ستارز إنكور الغربية على الكابل بشكل منتظم حتى الآن.

### ممشى المشاهير في هوليوود
أوتري هو الوحيد الذي لديه خمسة نجوم في ممشى المشاهير في هوليوود، وكل واحدة منها تحافظ عليها غرفة التجارة في هوليوود. وهي:
- عن فئة الأفلام في 6644 شارع هوليوود.
- عن فئة الراديو في 6520 شارع هوليوود.
- عن فئة التسجيل في 6384 شارع هوليوود.
- عن فئة التلفزيون في 6667 شارع هوليوود.
- عن فئة العرض المسرحي الحي في 7000 شارع هوليوود.

### متحف الغرب الأمريكي
أسس متحف الغرب الأمريكي في حديقة غريفيث في لوس أنجلس عامة 1988 باسم متحف جين أوتري للتراث الغربي حيث تظهر معظم مجموعته للفن الغربي والتذكارات، وكانت مهمته هي حفظ كل شيء يتعلق بالوجه الأسطوري لحياة الغرب الأمريكي القديم من نمط الحياة التاريخي من سبعين عاما من أفلام الغرب الهوليوودية.

## ديسكوغرافيا

### ألبومات
| السنة | الألبوم                                  | قائمة ألبومات الريف | الشركة   |
| ----- | ---------------------------------------- | ------------------- | -------- |
| 1976  | South of the Border, All American Cowboy | 42                  | Republic |
| 1976  | Cowboy Hall of Fame                      | 44                  | Republic |

### الأغاني المنفردة
| السنة | الأغنية                                             | أحسن موقع على القوائم | أحسن موقع على القوائم    | أحسن موقع على القوائم    |
| السنة | الأغنية                                             | أغاني الغرب           | أفضل مئة أغنية في أمريكا | أدولت كونتيمبوراري تراكس |
| ----- | --------------------------------------------------- | --------------------- | ------------------------ | ------------------------ |
| 1931  | "You Are My Sunshine"                               |                       |                          |                          |
| 1931  | "A Face I See at Evening"                           |                       |                          |                          |
| 1933  | "The Last Round-Up"                                 |                       |                          |                          |
| 1934  | "Cowboy's Heaven"                                   |                       |                          |                          |
| 1935  | "That Sliver-Haired Daddy of Mine" (w/ Jimmy Long)  |                       |                          |                          |
| 1935  | "Tumbling Tumbleweeds"                              |                       |                          |                          |
| 1935  | "Mexicali Rose"                                     |                       |                          |                          |
| 1935  | "Take Me Back to My Boots and Saddle"               |                       |                          |                          |
| 1937  | "Gold Mine in the Sky"                              |                       |                          |                          |
| 1939  | "South of the Border ‏"                              |                       |                          |                          |
| 1939  | "Back in the Saddle Again"                          |                       |                          |                          |
| 1941  | "Blueberry Hill ‏"                                   |                       |                          |                          |
| 1944  | "I'm Thinking Tonight of My Blue Eyes"              | 3                     |                          |                          |
| 1944  | "I Hang My Head and Cry"                            | 4                     |                          |                          |
| 1945  | "Gonna Build a Big Fence Around Texas"              | 2                     |                          |                          |
| 1945  | "Don't Fence Me In"                                 | 4                     |                          |                          |
| 1945  | "At Mail Call Today"                                | 1                     |                          |                          |
| 1945  | "I'll Be Back"                                      | 7                     |                          |                          |
| 1945  | "Don't Hang Around Me Anymore"                      | 4                     |                          |                          |
| 1945  | "I Want to Be Sure"                                 | 4                     |                          |                          |
| 1945  | "Don't Live a Lie"                                  | 4                     |                          |                          |
| 1946  | "Silver Spurs (On the Golden Stairs)"               | 4                     |                          |                          |
| 1946  | "I Wish I Had Never Met Sunshine"                   | 3                     |                          |                          |
| 1946  | "Wave to Me, My Lady"                               | 4                     |                          |                          |
| 1946  | "You Only Want Me When You're Lonely"               | 7                     |                          |                          |
| 1946  | "Have I Told You Lately that I Love You? ‏"          | 3                     |                          |                          |
| 1946  | "Someday (You'll Want Me to Want You)"              | 4                     |                          |                          |
| 1947  | "You're Not My Darlin' Anymore"                     | 3                     |                          |                          |
| 1948  | "Here Comes Santa Claus (Down Santa Claus Lane) ‏"   | 5                     | 9                        |                          |
| 1948  | "Buttons and Bows"                                  | 6                     | 17                       |                          |
| 1948  | "Here Comes Santa Claus (Down Santa Claus Lane)"    | 4                     | 8                        |                          |
| 1949  | "Ghost Riders in the Sky ‏"                          |                       |                          |                          |
| 1949  | "Rudolph the Red-Nosed Reindeer" (w/ The Pinafores) | 1                     | 1                        |                          |
| 1949  | "Here Comes Santa Claus (Down Santa Claus Lane)"    | 8                     | 24                       |                          |
| 1950  | "Peter Cottontail"                                  | 3                     | 5                        |                          |
| 1950  | "Frosty the Snow Man ‏" (w/ The Cass County Boys)    | 4                     | 7                        |                          |
| 1950  | "Rudolph the Red-Nosed Reindeer" (w/ The Pinafores) | 5                     | 3                        |                          |
| 1951  | "Old Soldiers Never Die"                            | 9                     |                          |                          |
| 1952  | "Up on the Housetop ‏"                               |                       |                          |                          |
| 1957  | "Nobody's Darlin' but Mine"                         |                       |                          |                          |
| 1957  | "Rudolph the Red-Nosed Reindeer" (re-entry)         |                       | 70                       |                          |
| 1998  | "Rudolph the Red-Nosed Reindeer" (re-entry)         | 55                    |                          |                          |
| 1999  | "Rudolph the Red-Nosed Reindeer" (re-entry)         | 60                    |                          | 24                       |